# Världsdiabetesdagen
Världsdiabetesdagen den 14 november varje år startades av International Diabetes Federation (IDF) och Världshälsoorganisationen (WHO) år 1991 för att uppmärksamma att diabetes är en sjukdom som ökar hela tiden i hela världen. Den 14 november 1891 föddes Frederick Banting, en av upptäckarna av insulin.